# Martin Lawrence
Pour les articles homonymes, voir Lawrence.
Martin Lawrence est un acteur, humoriste, réalisateur et producteur américain, né le 16 avril 1965 à Francfort, en Allemagne. Il est connu pour son rôle dans la sitcom Martin ainsi que dans les films Bad Boys et Big Mamma.

## Biographie

### Jeunesse
Martin Lawrence est né à Francfort en Allemagne, où son père John Lawrence était en service pour l'armée américaine. À 7 ans, il retourne à Landover, Maryland, près de Washington, son père ayant terminé son service en Allemagne. Après la séparation de ses parents, il voit rarement son père, et sa mère, Chlora, occupe deux métiers différents pour subvenir aux besoins de sa famille nombreuse.
Pendant son adolescence, Lawrence excelle en boxe et s'inscrit dans des compétitions régionales de boxe amateur. Bien qu'étant un bon boxeur, il se tourne vers la comédie. En effet, le jeune Martin est connu à l'école pour ses blagues pendant les pauses entre les cours, et les professeurs lui laissent même du temps pendant les cours pour lancer quelques blagues. C'est un enseignant qui suggère à Lawrence d'utiliser ses talents comiques sur scène, à un club local pendant des soirées ouvertes.

### Carrière
Lawrence déménage en Californie et participe au spectacle populaire Star Search (l'émission avant American Idol). Il finit parmi les finalistes et bien qu'il ne s'impose pas à la finale, des représentants de Columbia TriStar Television le remarquent et lui offrent d'apparaître dans la sitcom What's Happening Now!!, ce qui constitue son premier vrai travail d'acteur.
En 1989, il obtient deux opportunités qui lanceront véritablement sa carrière : le magnat du divertissement Russell Simmons le sélectionne pour animer l'émission Def Comedy Jam sur HBO - programme qui a donné à beaucoup de comiques un accès au grand public, comme Chris Tucker, Steve Harvey et Cedric The Entertainer -, et Spike Lee lui offre un rôle dans son film Do the Right Thing.
Alors qu'il s'essaye à l'animation dans Def Comedy Jam, il apparaît dans sa propre sitcom appelée Martin qui a été diffusée sur la Fox de 1992 à 1997 et a eu un succès important. Il anime également un épisode de Saturday Night Live en février 1994, où il fait des remarques crues sur les organes génitaux féminins et l'hygiène corporelle. Son monologue est même retiré des rediffusions de l'émission et sera banni à vie de Saturday Night Live. Après l'annonce de la fin de la série Martin, Lawrence travaille sur de nombreux films. Il a le premier rôle dans Bad Boys (1995) et surtout
Big Mamma en 2000 dans lequel il joue l'agent du FBI Malcolm Turner, expert en dissimulation qui se cache derrière les traits d'une grand-mère pour le bien de son enquête. Ces films augmentent sa cote à Hollywood et ses cachets augmentent considérablement, atteignant 10 millions de dollars par film.
En 2006, il tourne la suite, Big Mamma 2, où il interprète de nouveau l'agent Turner.
Il apparaît dans la comédie Bande de sauvages en 2007 aux côtés de John Travolta, Tim Allen et William H. Macy.
En 2020, il revient sur le devant de la scène avec Bad Boys for Life, produit par Jerry Bruckheimer et avec Will Smith. Le film est le plus grand succès de la franchise, et devient le film le plus rentable de 2020 et le plus rentable d'un mois de janvier, rapportant plus de 400 millions de dollars pour un budget de 90. Le film est également bien reçu par les critiques, sa performance d'acteur incluse.

### Vie privée
En 1993, Martin était fiancé à l'actrice Lark Voorhies - de neuf ans sa cadette. Le 7 janvier 1995, il a épousé l'ancienne Miss USA, Patricia Southall, au bout de seulement quelques semaines de relation. Le 15 janvier 1996, elle a donné naissance à leur premier enfant, une fille prénommée Jasmine Page Lawrence. Après s'être séparés en septembre 1996, ils ont divorcé l'année suivante. En 1997, Martin a commencé à fréquenter Shamicka Gibbs. Ensemble, ils ont eu deux filles ; Iyanna Faith (née le 9 novembre 2000) et Amara Trinity (née le 20 août 2002). Le couple s'est marié le 10 juillet 2010 dans leur résidence à Beverly Hills. Cependant, le 25 avril 2012, Martin a demandé le divorce, citant des "désaccords insurmontables", ainsi que la garde légale de leurs deux filles, au bout de quinze ans de vie commune et deux ans de mariage.

## Filmographie

### Acteur

#### Cinéma
- 1989 : Do The Right Thing  de Spike Lee : Cee
- 1990 : House Party  de Reginald Hudlin : Bilal
- 1991 : Talkin' Dirty After Dark  de Topper Carew : Terry
- 1991 : House Party 2  de Doug McHenry : Bilal
- 1992 : Boomerang  de Reginald Hudlin : Tyler
- 1994 : You So Crazy  de Thomas Schlamme : lui-même
- 1995 : Bad Boys  de Michael Bay : l'inspecteur Marcus Burnett
- 1996 : De l'amour à la haine  de Martin Lawrence : Darnell
- 1997 : Rien à perdre  de Steve Oedekerk : Terrance Paul Davidson
- 1999 : Flic de haut vol de Les Mayfield : Logan Miles
- 2000 : Perpète de Ted Demme : Claude Banks
- 2000 : Big Mamma de Raja Gosnell : Malcolm Turner / Big Mamma
- 2001 : Escrocs de Sam Weisman : Kevin Caffrey
- 2002 : Le Chevalier Black de Gil Junger : Jamal Walker
- 2003 : National Security de Dennis Dugan : Earl Montgomery
- 2003 : Bad Boys 2 de Michael Bay : l'inspecteur Marcus Burnett
- 2005 : Basket Academy de Steve Carr : Roy McCormick / Don le pasteur
- 2006 : Big Mamma 2 de John Whitesell : Malcolm Turner / Big Mamma
- 2006 : Les Rebelles de la forêt de Jill Culton : Boog, le grizzly (voix)
- 2007 : Bande de sauvages de Walt Becker : Bobby
- 2008 : Papa, la Fac et moi de Roger Kumble : James Porter
- 2008 : Le Retour de Roscoe Jenkins (Welcome Home, Roscoe Jenkins) de Malcolm D. Lee : Roscoe Jenkins
- 2010 : Panique aux funérailles de Neil LaBute : Ryan
- 2011 : Big Mamma : De père en fils de John Whitesell : Malcolm Turner / Big Mamma
- 2019 : The Beach Bum de Harmony Korine : Le capitaine Rackz
- 2020 : Bad Boys for Life d'Adil El Arbi et Bilall Fallah : lieutenant Marcus Burnett
- 2022 : Mindcage de Mauro Borrelli : Jake Doyle
- 2024 : Bad Boys: Ride or Die d'Adil El Arbi et Bilall Fallah : lieutenant Marcus Burnett

#### Télévision
Téléfilms
- 1989 : A Little Bit Strange de Jack Shea : Sydney Masterson
- 1990 : Hammer, Slammer, and Slade de Michael Schultz : Willie
- 1991 : Private Times de Stan Lathan :

Séries télévisées
- 1987-1988 : What's Happening Now! - 88 épisodes : Maurice Warfield
- 1990 : Kid 'n' Play : Wiz / Hurbie (voix)
- 1992-1997 : Martin : Martin Payne
- 2014 : The Soul Man - : Rudy (saison 1, épisode 3)
- 2014 : Partners (en) : Marcus Jackson

### Réalisateur
- 1996 : De l'amour à la haine

### Producteur / producteur délégué
- 1996 : De l'amour à la haine  de lui-même
- 2001 : Escrocs de Sam Weisman
- 2002 : Le Chevalier Black de Gil Junger
- 2003 : National Security de Dennis Dugan
- 2005 : Basket Academy de Steve Carr
- 2006 : Big Mamma 2 de John Whitesell
- 2010 : Love That Girl! (série télévisée) (4 épisodes)
- 2011 : Big Mamma : De père en fils de John Whitesell
- 2014 : Partners (en) (série télévisée)
- 2024 : Bad Boys: Ride or Die d'Adil El Arbi et Bilall Fallah

## Voix francophones
En France, Lucien Jean-Baptiste est la voix française régulière de Martin Lawrence. Thierry Desroses l'a également doublé à trois reprises.
Au Québec, Manuel Tadros est la voix québécoise régulière de l'acteur. Pierre Auger l'a également doublé à quatre reprises.